# أندريه بيتا
أندريه بيتا ( في بياون) (بالفرنسية: André Betta)‏ لاعب كرة قدم فرنسي معتزل كان يجيد اللعب في خط الوسط .
لعب بيتا في أندية روبيه توركوينغ (1961-1963) روين (1963-1969) بوردو (1969-1970) رين (1970-1974) ميتز (1974-1976) رانس (1976-1979) .
شارك بيتا مع منتخب فرنسا في مباراتين دوليتين من دون أن ينجح في تسجيل أي هدف في سنة 1968 .

## وصلات خارجية
- أندريه بيتا على موقع قاعدة بيانات كرة القدم.إي يو (الإنجليزية)
- أندريه بيتا على موقع ناشيونال فوتبول تيمز (الإنجليزية)
- أندريه بيتا على موقع عالم كرة القدم.نت (الإنجليزية)